# Podostemum comatum
Podostemum comatum là một loài thực vật có hoa trong họ Podostemaceae. Loài này được Hicken miêu tả khoa học đầu tiên năm 1917.